# Kaffeine
Inte att förväxla med koffein.
Kaffeine är en komplett mediaspelare för Unixliknande operativsystem som kör skrivbordsmiljön KDE.
Som standard använder Kaffeine xine-lib som backend. Den kan även använda KPlayer om denna finns installerad. Från och med version 0.7 stödjer Kaffeine de tre frameworks för media som är mest använda i GNU/Linux. Detta medför att programmet kan spela upp nästan alla kända ljud- och videoformat. Dock kräver vissa av dessa format att användaren gör bruk av nödvändiga omkodare.